# Pereilema ciliatum
Pereilema ciliatum är en gräsart som beskrevs av Eugène Pierre Nicolas Fournier. Pereilema ciliatum ingår i släktet Pereilema och familjen gräs. Inga underarter finns listade i Catalogue of Life.